# Szivai járás

A Szivai járás a Permi határterületen

A Szivai járás (oroszul Сивинский район) Oroszország egyik járása a Permi határterületen. Székhelye Sziva.

## Népesség
- 1989-ben 18 756 lakosa volt.
- 2002-ben 17 445 lakosa volt, melynek 96,1%-a orosz, 1%-a komi-permják nemzetiségű.
- 2010-ben 14 843 lakosa volt, melyből 14 288 orosz, 135 komi stb.